# Tamsyn Muir
Tamsyn Muir es una escritora neozelandesa de géneros de fantasía, ciencia ficción y terror. Ha sido nominada para varios premios, y su primera novela fue publicada en 2019.

## Biografía
Muir nació en Australia en 1985. A los 5 años se mudó a Nueva Zelanda. Ahora vive y trabaja en Oxford. Se graduó en 2010 del Clarion Workshop.

## Trabajo
"La novia de aguas profundas (The Deepwater Bride)", publicada en The Magazine of Fantasy & Science Fiction en 2015, fue nominada para el Premio Nebula a la Premio Nébula Mejor Novela corta, el Premio World Fantasy: Short Fiction, el Premio Eugie y el Premio Shirley Jackson a la mejor novela corta.
Gideon la Novena es el primer libro de la saga de la Tumba Sellada (the Locked Tomb Trilogy) y la primera novela de Muir. Fue publicado en 2019. Terminó tercero en el Premios Goodreads Choice a la mejor ciencia ficción en 2019. La descripción en la portada de Charles Stross describe la historia como "¡Nigromantes lesbianas exploran un palacio gótico embrujado en el espacio!".
Otros libros de la saga de la Tumba Sellada son Harrow la Novena (2020), Nona la Novena (2022) y Alecto la Novena, cuya publicación se espera para 2023.

## Obras publicadas

### La Tumba Sellada
1. Gideon la Novena (Gideon the Ninth). Tor Books. 2019. ISBN 9781250313195.
2. Harrow la Novena (Harrow the Ninth). Tor Books. 2020. ISBN 9781250313225.
3. Nona la Novena (Nona the Ninth). Tor Books. 2022. ISBN 9788418037696.

### Historias cortas
- "La casa que hizo los dieciséis lazos del tiempo (The House That Made the Sixteen Loops of Time)" (2011)
- "El aprendiz de mago (The Magician's Apprentice)" (2012)
- "Masticar (Chew)" (2013)
- "The Deepwater Bride" (2015)
- "Unión (Union)" (2015)
- "La mujer en la colina (The Woman in the Hill)" (2016)